# 압축성 흐름
압축성 흐름(compressible flow, 컴프레서블 플로), 압축성 유동, 압축 유동은 유체 밀도에 상당한 변화가 있는 흐름을 다루는 유체역학의 한 분야이다. 모든 흐름은 압축 가능하지만 마하 수(유체 속도와 음속의 비율)가 0.3보다 작은 경우(속도로 인한 밀도 변화가 약 5%이므로) 흐름은 일반적으로 비압축성으로 처리된다. 압축성 흐름에 대한 연구는 고속기, 제트 엔진, 로켓 모터, 행성 대기로의 고속 진입, 가스 파이프라인, 연마재 분사와 같은 상업용 응용 분야 및 기타 여러 분야와 관련이 있다.

## 같이 보기
- 비압축성 흐름
- 보존 법칙
- 엔트로피
- 상태 방정식
- 기체역학
- 비열비
- 오일러-라그랑주 기술법
- 열역학